# Beverley Glover
Beverley Jane Glover (* 7. März 1972 in Ely) ist eine britische Botanikerin und Hochschullehrerin an der University of Cambridge sowie Direktorin des Botanischen Gartens der Universität Cambridge.

## Leben
Glover studierte ab 1989 Pflanzen- und Umweltbiologie an der University of St Andrews, wo sie 1993 den Grad Bachelor of Science erwarb. Anschließend war sie als Doktorandin am John Innes Centre tätig, wo sie 1996 mit der Schrift Cellular differentiation in plants promoviert wurde. In der Folge arbeitete sie als Research Fellow am Queens’ College der Universität Cambridge. 1999 stieg sie zum Senior Lecturer für molekulare Pflanzengenetik auf. Von 2010 bis 2013 war sie in Cambridge Reader für Evolutionsbiologie. 2010 wurde ihr die Bicentenary Medal der Linnean Society of London verliehen und gleichzeitig zum Fellow dieser Gesellschaft gewählt. Seit 2013 hat Glover an der Universität Cambridge den ordentlichen Lehrstuhl für Systematik und Evolution der Pflanzen inne und leitet gleichzeitig den botanischen Garten der Universität Cambridge. Seit 2015 ist zudem Mitglied des Verwaltungsrates des Royal Botanic Garden Edinburgh. Außerdem ist sie Mitglied des Redaktionskollegiums der Zeitschrift Current Biology.

## Forschung
Glovers Forschungsschwerpunkte liegen vor allem im Bereich der Evolution und Entwicklung von Blütenmerkmalen, die bestäubende Tiere anziehen. Dazu verwendet sie unter anderem molekulargenetische Ansätze zur Untersuchung der Blütenentwicklung mit Funktionsanalysen unter Verwendung von Hummeln und anderen Bestäubern und ordnet diese Projekte wenn möglich den phylogenetischen Kontext ein. Glover ist unter anderem Autorin des Lehrbuchs Understanding Flowers and Flowering: An Integrated Approach sowie zahlreicher weiterer Artikel in Fachpublikationen.